# Alfa Romeo Alfetta
Alfa Romeo Alfetta (serie 116) är en personbil, tillverkad av den italienska biltillverkaren Alfa Romeo mellan 1972 och 1987.

## Alfetta Berlina
Bilen fick sitt namn efter racervagnen Alfetta typ 158/159, med vilken Alfa vann de första formel 1-mästerskapen 1950 och 1951. Likt sin namne hade Alfettan transaxel, dvs koppling och växellåda sitter monterade bak vid slutväxeln. Framvagnen var försedd med torsionsfjädring, bak satt en De Dion-axel med skruvfjädrar. Alfettans chassi kom att ligga till grund för alla bakhjulsdrivna Alfor fram tills Fiat övertog företaget. 1978 försågs Alfettan med Italiens första turbodiesel, inköpt från VM Motori.
Sedan-versionen Berlina tillverkades i 475 800 exemplar.

### Motorer
| Modell          | Motor               | Cylindervolym | Effekt | Bränslesystem |
| --------------- | ------------------- | ------------- | ------ | ------------- |
| 1600            | 4-cyl radmotor dohc | 1570 cm³      | 108 hk | Förgasare     |
| 1800            | 4-cyl radmotor dohc | 1779 cm³      | 122 hk | Förgasare     |
| 2000            | 4-cyl radmotor dohc | 1962 cm³      | 130 hk | Förgasare     |
| 2.0 Turbodiesel | 4-cyl radmotor ohc  | 1995 cm³      | 82 hk  | Turbodiesel   |
| 2.4 Turbodiesel | 4-cyl radmotor ohc  | 2392 cm³      | 95 hk  | Turbodiesel   |

## Alfetta GT / GTV

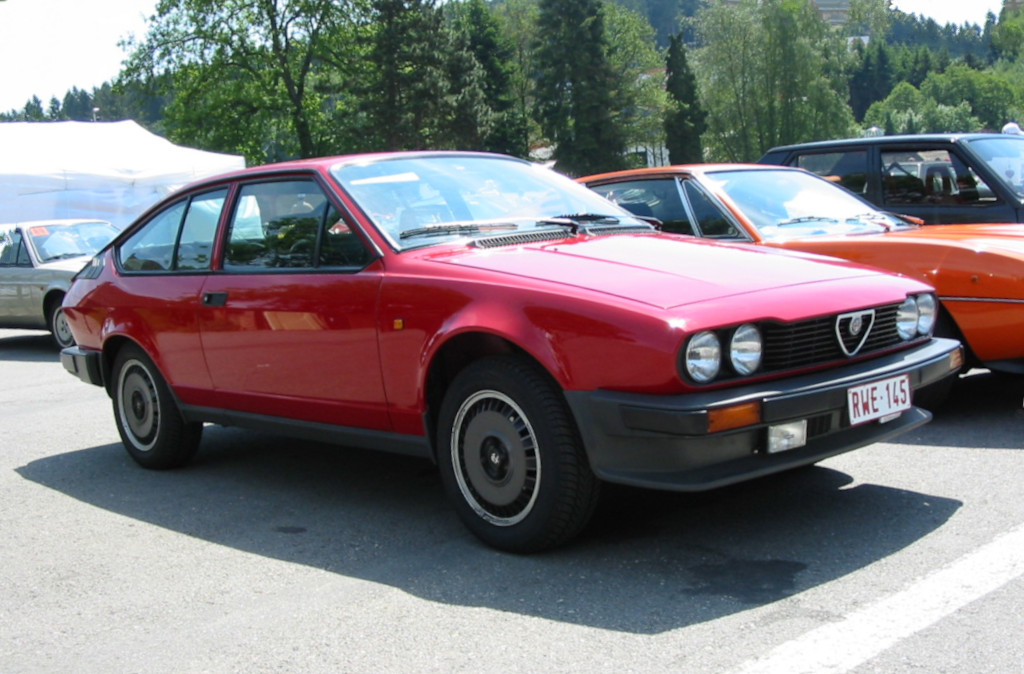
Alfa Romeo GTV serie II.

1974 introducerades en coupé - Alfetta GT - med 1.8l motor. 1976 kom även modeller med 1.6l och  2.0l motorer, där den senare fick beteckningen GTV (Gran Turismo Veloce). Till 1981 genomgick serien en ansiktslyftning där bland annat de flesta exteriöra detaljer byttes från stål till gråsvart plast och bilen fick ett mer kontemporärt formspråk kombinerat med att Alfetta-namnet försvann. Samtidigt togs de två mindre motorerna ur produktion och en ny tillkom - den spektakulära 2.5l V6:an från Alfa 6. Denna modell betecknades GTV6, marknadsfördes som "turbodödaren" och tillverkades tills bilen togs ur produktion 1987. Under seriens livstid existerade även några mindre serier med andra motorer, bland annat GTV 2000 Turbodelta som tillverkades i en liten serie av Alfa Romeos racingavdelning Autodelta, och en tre liters V6:a tillverkad i Sydafrika. GTV6:an figurerar i en biljakt i Bond-filmen Octopussy.
Coupé-versionen tillverkades i 135 400 exemplar.

### Motorer
| Modell         | Motor               | Cylindervolym | Effekt     | Bränslesystem |
| -------------- | ------------------- | ------------- | ---------- | ------------- |
| 1600 GT        | 4-cyl radmotor dohc | 1570 cm³      | 109 hk     | Förgasare     |
| 1800 GT        | 4-cyl radmotor dohc | 1779 cm³      | 118 hk     | Förgasare     |
| GTV            | 4-cyl radmotor dohc | 1962 cm³      | 122-131 hk | Förgasare     |
| GTV Turbodelta | 4-cyl radmotor dohc | 1962 cm³      | 150 hk     | Turbo         |
| GTV 6          | 6-cyl V-motor ohc   | 2492 cm³      | 160 hk     | Insprutning   |